# Kongpo Gyamda
Kongpo Gyamda, även känt som Gongbo'gyamda, är ett härad (dzong) som lyder under Nyingtri i Tibet-regionen i sydvästra Kina. Det ligger omkring 220 kilometer öster om regionhuvudstaden Lhasa. 